# West Carson
West Carson är ett "unincorporated community" i Los Angeles County, Kalifornien, USA. 
Befolkning: 21138 personer vid folkräkningen år 2000.

## Geografi
West Carson gränsar i väster till Carson, på alla övriga sidor gränsar området till staden Los Angeles. 
Enligt United States Census Bureau, har området West Carson en total areal på 5,9 km², allt är land.

## Befolkning
Vid folkräkningen år 2000 hade West Carson 21 138 invånare. Invånarna området identifierade sig själva (enligt United States Census Bureau) som:  41,99% "vita", 11,75% afroamerikaner, 0,66% "indianer"/amerikansk ursprungsbefolkning, 25,07% asiater, 1,20% samoaner/polynesier, 13,94% "av annan ras" och 5,39% "av flera raser". Latinamerikaner "oavsett ras" var 29,44% av befolkningen i området.
Av West Carson befolkning beräknades cirka 9,5% leva under fattigdomsgränsen (år 2004) jämfört med 13,1 % för hela USA och 13,3% för Kalifornien.